# Harry Klepetař
Harry Erich Klepetař (26. července 1906 Brno – 19. března 1994 New York) byl český německy píšící novinář židovského původu.

## Život
Harry Klepetař vystudoval práva na pražské německé univerzitě (promoce 1929). V roce 1927 se stal politickým redaktorem v Prager Tagblattu, kde pracoval až do roku 1939. V roce 1940 emigroval do Šanghaje. Mezi léty 1943–1945 byl internován. V roce 1949 se odstěhoval do Spojených států. Zde pracoval mezi léty 1950–1955 jako zaměstnanec nakladatelství Frederick A. Praeger, mezi léty 1955–1974 jako referent v OSN a od roku 1974 jako docent němčiny, historie a německé literatury na New School for Social Research.

## Dílo
- Der Sprachenkampf in den Sudetenländern. Prag – Warnsdorf – Wien 1930.
- Seit 1918: eine Geschichte der Tschechoslowakischen Republik. M. Ostrau 1937.